# Smaragdtangare
De smaragdtangare (Tangara florida) is een zangvogel uit de familie Thraupidae (tangaren).

## Verspreiding en leefgebied
Deze soort telt 2 ondersoorten:
- T. f. florida: Costa Rica en westelijk Panama.
- T. f. auriceps: van oostelijk Panama tot noordwestelijk Ecuador.